# باخواسان (چونگچئونگ جنوبی)
باخواسان (به لاتین: Baekhwasan) یک کوه در کره جنوبی است که در Chungcheongnam-do, South Korea واقع شده‌است. باخواسان ۲۸۴ متر بالاتر از سطح دریا واقع شده‌است.